# San Mateo de Huanchor
Pour les articles homonymes, voir San Mateo et Mateo (homonymie).
Le district de San Mateo de Huanchor est l'un des 32 districts qui composent la province de Huarochirí, Région de Lima, au Pérou. Il se trouve dans la Cordillère centrale à une altitude de 3 149 m. 
Le district s’étend sur une superficie de 425,6 km² et sa population était estimée en 2002 à 4 928 habitants. Il est limité :
- au nord par les districts de Carampoma et Chicla,
- à l’est par les districts de Yauli et Suitucancha (Province de Yauli),
- au sud par les districts de Huarochirí, San Juan de Tantaranche et San Lorenzo de Quinti
- à l’ouest par les districts de Matucana et San Damián.

Il est traversé par le Río Rímac, le fleuve qui arrose Lima. La capitale du pays se trouve à 4 heures de route via la carretera central (route centrale). Le district est traversé par la voie ferrée qui relie Lima au centre du pays.
L'économie du district repose sur l'agriculture et l'élevage (bovins, ovins et camélidés (alpagas) ainsi que sur l’usine d’embouteillage de l’eau San Mateo créée en 1936. San Mateo a été la première eau minérale produite et mise en bouteille au Pérou. Elle appartient depuis 1994 à la Corporación Backus, un des plus importants distributeurs de boissons du pays.
San Mateo se proclame le Premier district écologique du Pérou et du monde car ses habitants luttent depuis des années contre la pollution de son environnement par une fonderie et l’exploitation des mines de la Oroya et de Casapalca. Le 3 janvier 1934, cinq citoyens du district furent tués par la Garde Républicaine qui réprimait leur manifestation contre la fonderie de Tamboraque.

## Personnalités
- Mateo Vera Chuquihuaranga, colonel, combattant de la guerre du Pacifique,
- Pablo Salas, torero né en 1962 lauréat en 1992 de l'Escapulario del Señor de los Milagros de la Feria de Octubre de Lima,
- Romano Espinoza Caceda, sculpteur,
- Guillermo de la Cruz Palomino, décorateur de sa propre maison, devenue une attraction touristique à San Mateo,
- Rómulo Meza, plus connu sous le surnom "El Comunero de los Andes", chanteur de huaynos dont le plus célèbre est La Rosa Blanca.
- Francisco Laso (1823-1869), peintre péruvien